# Ракетна катастрофа під Данненвальде

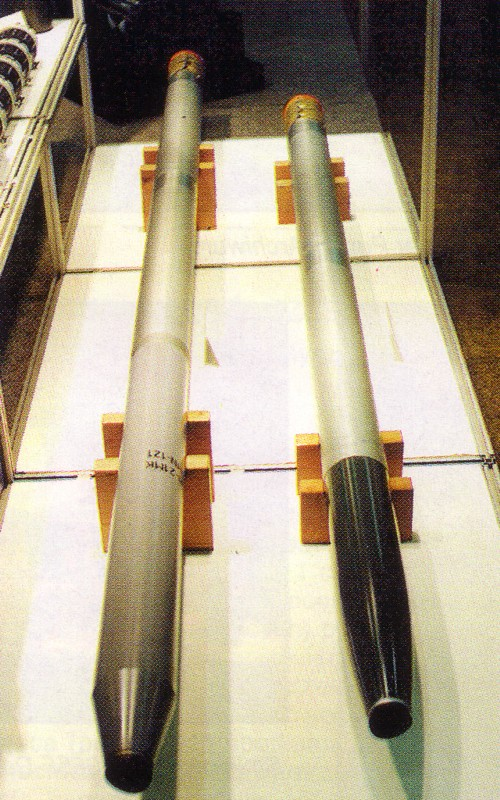
122-міліметрові ракети «Катюші»

Ракетна катастрофа під Данненвальде (нім. Raketenkatastrophe von Dannenwalde) — назва вибуху на складі боєприпасів Групи радянських військ у Німеччині у НДР, що стався 14 серпня 1977 року біля Данненвальду — частині міста Ґранзеє (сьогодні район Обергафель, Бранденбург). Під час вибуху спрацювало кілька сотень ракет реактивної установки «Катюша»,[уточнити] що розлетілися по навколишній території. Точні причини до сьогодні залишаються секретними, як і число жертв. За різними оцінками було вбито від 50 до 300 людей, всі вони були радянськими військовими.

## Передісторія
У 1938 році під Данневальд було зведено завод для вироблення та зберігання боєприпасів для Люфтваффе під назвою Головний авіаційний снарядний завод Данневальде (нім. Lufthauptmunitionsanstalt Dannenwalde). Під час Другої світової війни зберігання боєприпасів не відбувалось, бо все одразу відправлялось на фронт.
Після війни територія використовувалась Червоною армією. Казарми стали базою 2-ї гвардійської танкової армії, склад боєприпасів було розбудовано і нові бункери для боєприпасів були побудовані. За інформацією Федеральної розвідувальної служби Німеччини у Данневальде знаходився склад боєприпасів (Об'єкт № 521) із загальною ємністю 13 200 тон та ремонтний цех озброєнь (Об'єкт № 523) для артилерійської техніки та боєприпасів.
До сьогодні точно невідомо, чи зберігалась на території бази ядерна зброя. Судячи зі слів колишнього голови пожежної служби ГРВН Володимира Гавриловича Власенко про «спеціальні заряди», таке припущення можна зробити. 
Склад, про який говорив Власенко, у 1980-ті посилено охоронявся. Був огороджений шістьма рядами колючого дроту та забезпечений ДОТами зі стаціонарними кулеметами. Доступ туди був лише за спецперепусткою. Усі солдати частини говорили про цей склад виключно як про сховище ядерних зарядів.
До 1992 року у Данневальде розташовувалась 3397-ма пересувна ракетно-технічна база з комплексами «Точка» з ракетами типу земля-земля 2-ї гвардійської танкової армії. Завданням ракетно-технічної бази було постачання ракетних військових частин ракетами, боєголовками, ракетним паливом та наземним обладнанням. З цього випливає, що на території мали знаходитись боєголовки до комплексів «Точка». Оскільки можуть використовуватись різні типи, з ядерними та звичайними (осколково-фугасними чи касетними) боєголовками, що зовні не відрізняються, точно сказати цього не можна. 122-міліметрові ракети «Катюш» не входили до складу пересувної ракетно-технічної бази, оскільки вважались артилерійськими боєприпасами.

## Перебіг катастрофи

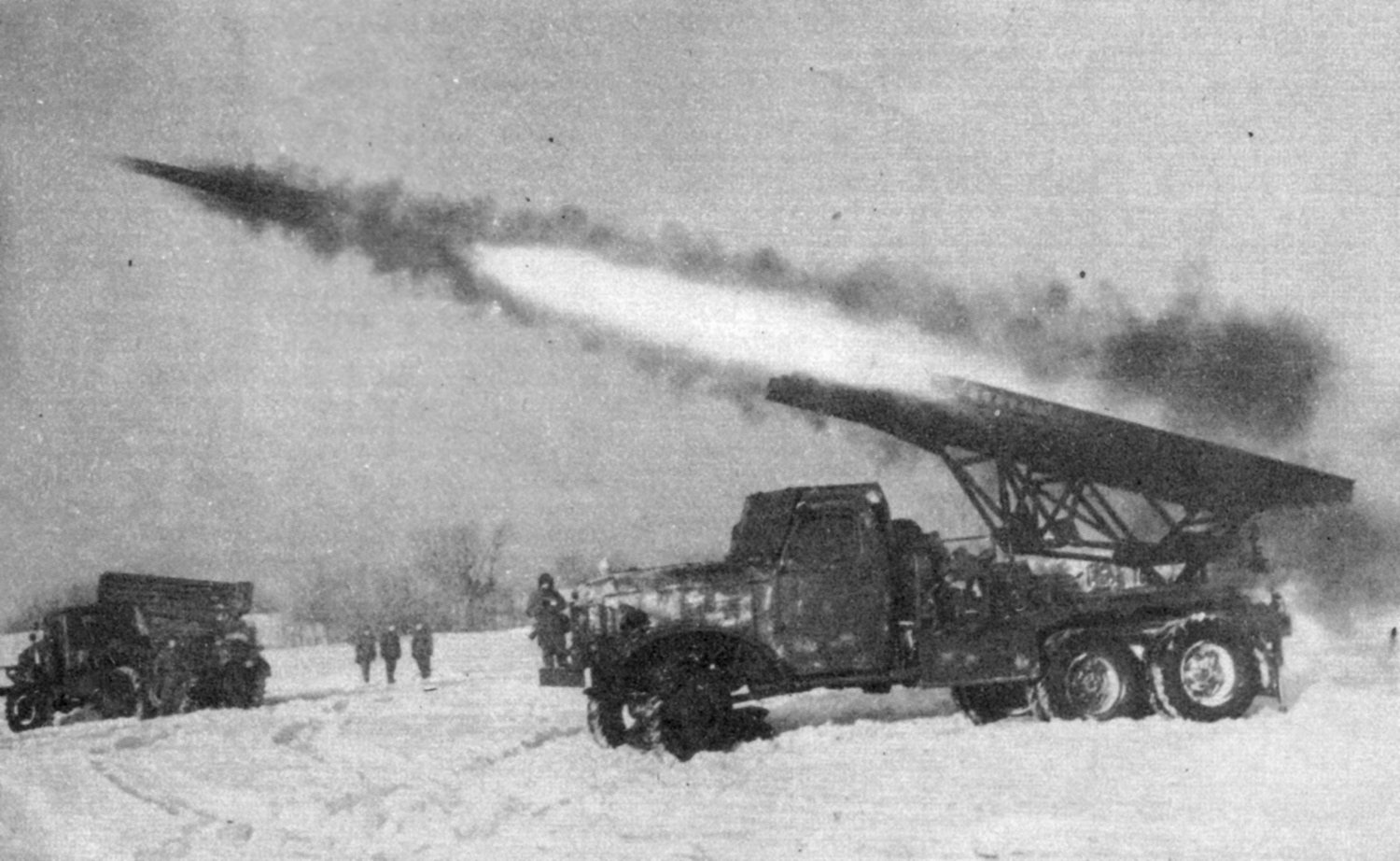
Запуск ракет з «Катюші»

### Початок вибухів
Вибухи почались близько 14 години 14 серпня 1977 року. За припущеннями, блискавка вдарила в складені 122-міліметрові ракети «Катюш».[уточнити] Через удар окремі ракети здетонували, через що почалась подальша детонація боєприпасів, що знаходились неподалік. Внаслідок цього відбулась активація твердопаливних елементів ракет і вони почали неконтрольовано стартувати. Точна кількість ракет, що здетонували, невідома, але, за оцінками, ця величина складає щонайменше одну тисячу.
Ракети розлітались на відстань до 15 км, таким чином загальна площа зони ураження склала 180 км². Пошкодження власності були зафіксовані у 23 селах. Оскільки запали були демонтовані, то ракети не вибухали, а завдали шкоди виключно за рахунок своєї кінетичної енергії. Загальна сума пошкоджень склала приблизно 37 000 марок НДР. Ракети в основному падали на луки, в лісах та сільськогосподарських угіддях, і тільки інколи влучали у будівлі. Також було пошкоджено один легковий автомобіль.
Жителі Данненвальде покинули містечко. Один з потягів з боєприпасами, що стояв перед воротами, був вивезений за межі небезпечної зони залізничниками. Багато годин потому лунали вибухи та відбувались неконтрольовані запуски ракет. Лише о 19:45 настала тиша.

### Жертви
Серед цивільного населення жертв не було. Натомість радянські військові мали значні втрати, оскільки солдати мусили стримувати вибухи за допомогою примітивних засобів. Через те, що до сьогодні Збройні сили Російської Федерації деталі подій тримають у таємниці, точна кількість жертв залишається невідомою. Оцінки плавають у межах від 50 до 300 загиблих, причому цифра в 300 загиблих пішла від чуток, що з'явились одразу після вибуху, тому вважається не достовірною. Реалістична на сьогодні оцінка, що виходить з кількості замовлених місцевим підприємствам цинкових трун, дає результат у 70 загиблих.

### Після катастрофи
Після катастрофи боєприпаси зі складу було перевезено на інші бази. Пошкоджені боєприпаси були підірвані на сусідньому військовому полігоні. Впродовж багатьох тижнів було чутно вибухи на цьому полігоні, загалом було привезено близько 330 вантажівок на місце підриву. Уночі одразу після катастрофи прибули надважкі вантажівки, що може свідчити про транспортування ядерної зброї.
Під час розчищення навколишньої території було знайдено та дезактивовано 770 ракет. Свідки робіт говорять, що були знайдені корпуси боєприпасів з помітним жовтим маркуванням. Ці боєприпаси мали особливо обережно транспортуватись. Ґрунтуючись на цих свідченнях, з'явились підозри, що на складі також зберігалась хімічна зброя.
У НДР приховувалась будь-яка інформація стосовно цих подій. Не було жодного офіційного повідомлення. Ймовірно довгий час потому Штазі відкривало кожен лист, що надсилався з Данненвальде.

## Стан на сьогодні
Після виведення радянських військ, під час заходів з розчищення території у 2002 році, було знайдено 270 закопаних ракет від систем «Катюша».[уточнити] До сьогодні під землею військового складу лежить невідома кількість боєприпасів. Деякі з бункерів, що знаходились у безпосередній близькості до пересувної ракетно-технічної бази, мають помітні сліди пошкоджень від вибухів. Оскільки Збройні сили РФ наклали 40-річну заборону на розголошення інформації, то отримання доступу до документів можливе лише з 2017. Але це за умови, що цей строк не буде продовжено Росією, як правонаступницею СРСР.